# La perrera
La perrera es una película del año 2006 escrita y dirigida por el uruguayo Manolo Nieto. Es una coproducción entre Argentina, Uruguay, España y Canadá. Fue estrenada en el Festival Internacional de Cine de Róterdam, donde ganó el Tiger Award.

## Argumento
David, un joven de 25 años, es forzado por su padre a construir su propia casa en un pequeño balneario cerca del mar. Esta es la historia de la construcción así como también de la tragicómica lucha de David por sobrevivir en un mundo nuevo, en un lugar donde hay igual cantidad de hombres que de perros, donde casi no hay mujeres, donde nadie quiere trabajar y las cosas se hacen más por amistad que por otra cosa.

## Reparto
- Pablo Riera ... David
- Martín Adjemián ... Rubén
- Sergio Gorfain ... Rodney
- María Sofía Dabarca ... Evelin
- Richard Vera ... Richard
- Adriana Barbosa ... Blondina
- Daniel Hendler ... Estudiante en hogar
- Darío Acosta Soto ... Estudiante de Facultad de Derecho (extra)
- Damian Salazar... demian